# Gezamenlijke delegatie van de Duitstalige Gemeenschap, de Franse Gemeenschap en het Waals Gewest in Berlijn

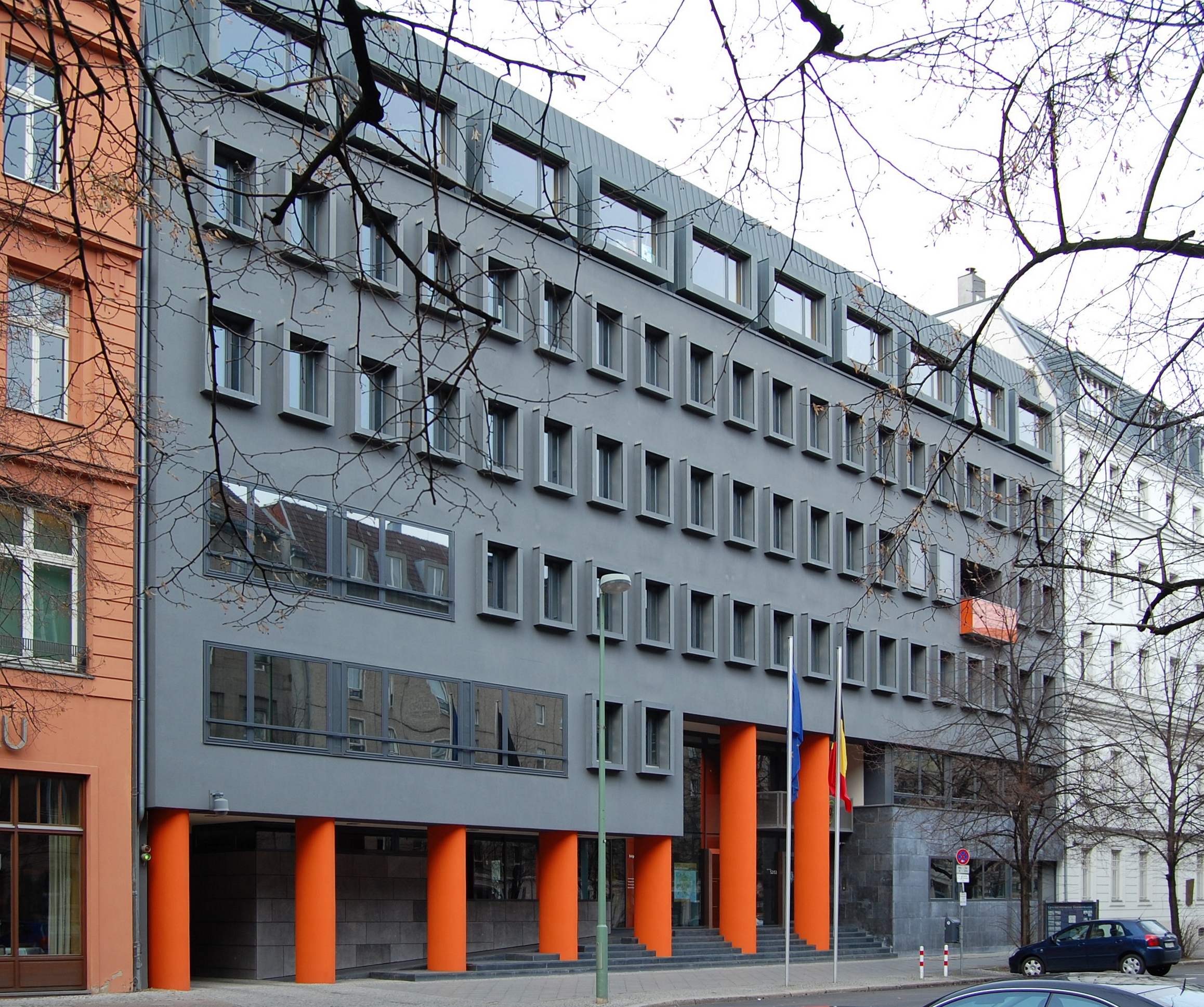

De Gezamenlijke delegatie van de Duitstalige Gemeenschap, de Franse Gemeenschap en het Waals Gewest in Berlijn (Duits: Gemeinsame Delegation der DG, der Französischen Gemeinschaft und der Wallonischen Region in Berlin, of Vertretung der DG und der Wallonie in Berlin, Frans: Délégation de la Communauté germanophone, de la Communauté française et de la Région wallonne à Berlin) maakt deel uit van de Belgische ambassade in Berlijn en is gevestigd in de Jägerstraße. 
Ze werd in 2008 opgericht als resultaat van een overeenkomst tussen het Waals Gewest, de Duitstalige Gemeenschap en de Franse Gemeenschap. De financiering komt voor 51 procent van de Duitstalige Gemeenschap en voor 49 procent van de Franse Gemeenschap en het Waalse Gewest, vertegenwoordigd door het agentschap Wallonie-Bruxelles International (WBI), dat de externe betrekkingen van de Franstalige landsdelen coördineert.

## Leiding
Het leiderschap voor de benoeming van een delegatiehoofd (gedelegeerde) ligt bij de Duitstalige Gemeenschap. De afgevaardigde, evenals het hoofd van de Vertegenwoordiging van de Duitstalige Gemeenschap van België in Brussel, zijn ondergeschikt aan het Departement voor Externe Betrekkingen en Regionale Ontwikkeling van het Ministerie van de Duitstalige Gemeenschap.

## Taken
De Belgische ambassade in Duitsland heeft, in aanvulling op de consulaire dienst een militaire attaché, een verbindingsofficier bij het Bundeskriminalamt en een vertegenwoordiger van de Belgische toeristenorganisatie. De taken van een culturele en economische attaché worden uitgevoerd in overeenstemming met het Belgische staatsmodel door vertegenwoordigers van de landsdelen, die elk hun regio vertegenwoordigen. In aanvulling op de gezamenlijke delegatie van de Duitstalige Gemeenschap, de Franse Gemeenschap en het Waals Gewest in Berlijn, zijn er een economisch en commercieel attaché voor de regio's van Wallonië en het Brussels Hoofdstedelijk Gewest, een algemene afgevaardigde van de Vlaamse Gemeenschap en het Vlaamse Gewest en een economisch en commercieel attaché voor de regio Vlaanderen.
De taak van de delegatie is in overeenstemming met het gemeenschappelijk belang van de Franstalige en Duits-Belgische landsdelen in de politieke, economische, culturele en sociale sfeer, in Duitsland en vooral in Berlijn. Bovendien informeert de delegatie over de actuele ontwikkelingen in de Duitstalige Gemeenschap en Wallonië door evenementen te organiseren en een jaarlijkse publicatie uit te geven. De delegatie organiseert ook het Lentefestival van de Duitstalige Gemeenschap in Berlijn, dat traditioneel plaatsvindt in een van de vertegenwoordigingen van de Duitse deelstaten in Berlijn.